# Bolivarita oculata
Bolivarita oculata är en skalbaggsart som beskrevs av Escalera 1914. Bolivarita oculata ingår i släktet Bolivarita och familjen långhorningar. Inga underarter finns listade.